# Mimela vernicata
Mimela vernicata – gatunek chrząszcza z rodziny poświętnikowatych, podrodziny rutelowatych i plemienia Anomalini.

## Taksonomia
Gatunek ten został opisany w 1896 przez Léona Fairmaire'a jako Spilota vernicata.

## Opis
Ciało długości od 14 do 16 mm i szerokości od 8 do 9 mm, krótko pociągłe, umiarkowanie wypukłe, z wierzchu groszkowo-zielone, od spodu ceglaste. Golenie i stopy miedzianozielone, a pygidium jaskrawo metalicznie zielone. Nadustek krótki, z przodu prawie prosty, a oczy duże i wyłupiaste. Nadustek gęsto, przód głowy i ciemię silnie i skąpo, przedplecze delikatnie i raczej skąpo, a pokrywy (z wyjątkiem nasady) gęsto i raczej grubo punktowane. Przednie i tylne kąty przedplecza prawie proste, a boki silnie zaokrąglone. Na pokrywach nieregularne, podłużne rzędy, wgłębione u wierzchołka. Śródpiersie o krótkim, ostrym wyrostku, a zapiersie żółto owłosione. Pygidium cienko owłosione i gęsto granulowane.

## Rozprzestrzenienie
Chrząszcz znany z indyjskiego stanu Sikkim (według Arrowa także z Bhutanu).